# Цирконієві руди
Цирконієві руди (англ. zircon ores, нім. Zirkonerze n pl) — природні мінеральні утворення, які містять цирконій у таких сполуках і скупченнях, за яких їх промислове використання технічно можливе і економічно доцільне.

## Загальна характеристика

Усього відомо бл. 30 мінералів цирконію, але практичне значення мають тільки циркон і бадделеїт. 
Цирконій практично не утворює власних великих і багатих родовищ, а знаходиться в комплексних рудах і розсипах разом з титаном, залізом, танталом, ніобієм, рідкісними землями, де є одним з основних або попутним корисним компонентом.
Цирконовий концентрат отримують в осн. з сучасних або похованих прибережно-морських титано-цирконієвих розсипів, часто попутно з титановими, ільменітовими, рутиловими, лейкоксеновими рудами. Цирконовий концентрат містить не менше 60 % ZrO2. Домішки Hf, TR, Y, Sc. Поховані розсипи розробляються кар'єрами, а сучасні — земснарядами. Баделеїтові концентрати містять не менше 97 % ZrO2. Великі запаси Ц.р. зосереджені в Індії, Австралії, ПАР, США. 80 % видобутку циркону забезпечує Австралія та Південна Африка. Світові ресурси циркону перевищують 60 млн тонн. Світова цирконієва промисловість продукує близько 1,3 млн т на рік (2006 р.) тонн цирконієвого концентрату. Близько 30 % циркону в світі споживає Китай, де протягом 2000—2007 рр. його використання росло приблизно на 15 % в рік, тоді як у світі в цілому — приблизно на 3 %. Цирконій добувається в Україні, яка є великим експортером цирконієвих концентратів.

Майже весь світовий видобуток цирконієвих концентратів припадає на прибережні морські розсипи, в яких циркон зустрічається спільно з ільменітом, монацитом і рутилом. В багатьох країнах (Індія і інш.) він вилучається попутно з ільменітових і монацитових розсипів. Великими вважаються родовища із запасами понад 200—300 млн м3 продуктивних пісків, дрібними — менше 30-70 млн м3, багатими — з вмістом циркону понад 30-35 кг/м3, бідними — до 20 кг/м3 при перерахунку попутного ільменіту на умовний циркон з розрахунку 3:1.
З ендогенних родовищ цирконові концентрати виходять попутно при переробці колумбітових або пірохлорових руд лужних гранітів і полевошпатових метасоматитів, що містять 1-2 % ZrO2. Циркон цих родовищ збагачений гафнієм (Zr: Hf=15). Циркон добувається також попутно при розробці пірохлорвмісних альбітитів, пов'язаних з нефеліновими сієнітами. По мірі залучення до промислового використання карбонатитів важливу роль починають відігравати баделеїтові концентрати. Вони виходять попутно при комплексному переробці форстерит-апатит-магнетитових руд і пірохлорових карбонатитів, що входять до складу ультраосновних лужних порід. Прикладом можуть служити Ковдорське родовище (Кольський півострів, Росія) і Палабор (ПАР).
Власне цирконієвими родовищами є тільки сучасні і древні морські розсипи, поширені в Австралії, США, Індії, Бразилії, Шрі-Ланці, Південній Кореї, Китаї. Прикладом сучасних розсипів можуть служити родовища східного узбережжя Австралії, які постачають приблизно 50 % всіх цирконієвих концентратів. Тут вміст важких мінералів — шліху в пісках пляжної зони змінюється від 5 до 9 %. У складі шліху до 50 % циркону, 5-50 % рутилу і ільменіту, присутні також магнетит, монацит, турмалін, топаз, рідше — каситерит. При сильних штормах вироблені пляжеві розсипи частково реґенеруються. Нарівні з пляжними розсипами безпосередньо за ними на суші розташовуються рудні фордюни, що утворилися внаслідок переміщення пісків вітром. Деякі дюни мають висоту до 15 м і простягаються на декілька кілометрів. Виявлені поховані рудні дюни. Запаси циркону тільки по окремих ділянках узбережжя оцінюються в 3,2-3,5 млн т, запаси рутилу — 4,2 млн т, ільменіту — 3,2 млн т.
У табл. 1.1 наведені дані про запаси цирконієвої сировини в окремих країнах і їх якісна характеристика. Короткі відомості про найбільші комплексні розсипні родовища наведені в табл. 1.2.
Таблиця 1. – Запаси цирконієвої сировини в окремих країнах (*д.в. - дані відсутні)
Таблиця 2. – Найбільші розсипні родовища цирконію.

Світові запаси цирконієвої сировини в умовах систематичних пошукових і геолого-розвідувальних робіт в різних регіонах світу неухильно зростають.

## Проблема збагачення цирконієвих руд
Розділення досить близьких за властивостями хімічних елементів — цирконію і гафнію, що зустрічаються в природі лише сумісно в цирконових рудах, вперше здійснили Гевеші і Костер. Але промислове застосування процесів розділення цирконію і гафнію розпочалося лише з середини XX століття в зв'язку з розвитком атомної енергетики та атомних озброєнь (особливо військово-морських) в індустріально розвинутих країнах. При здійснені ланцюгових реакцій ядерного розпаду необхідний цирконій «реакторної чистоти» — з мінімальним вмістом гафнію. Цирконій, як і гафній, мають унікальні атомно-фізичні властивості, які дозволяють широко використовувати ці метали в ядерній енергетиці. Із всіх конструкційних металів з високою жаростійкістю та корозійною стійкістю цирконію притаманна найменша величина поперечного перетину захвата теплових нейтронів (0,18•10−28 м2), а гафнію — найбільша — 105•10−28 м2. Унікальна властивість очищеного від гафнію цирконію — пластичного, ковкого, жаростійкого, тугоплавкого, корозієстійкого металу майже повністю пропускати нейтрони, — зумовила зростання його виробництва в 50-х роках минулого століття. Очищений від гафнію металічний цирконій використовується в окремих конструктивних елементах ядерних реакторів, але в основному в якості оболонки, яка захищає ядерне пальне (уран, плутоній) від контакту з теплоносієм. Як відомо, уранове паливо поміщають в порожнисті труби, які називають тепловидільними елементами (ТВЕЛ). Із усіх відомих металів для оболонок ТВЕЛів був обраний надчистий, очищений від гафнію цирконій, як такий, що майже повністю пропускає нейтрони.
Гафній же, навпаки, маючи високий показник величини захвату теплових нейтронів та являючись жаростійким металом такої ж високої якості, став широко використовуватися як захисний матеріал в атомних реакторах у вигляді стрижнів, за допомогою яких керують тепловою реакцією. Використовується гафній і в захисних пристроях ядерних реакторів від нейтронного опромінення.
В 1950 році у США — найбільшому виробникові цирконію і гафнію, — було вироблено лише 9 т цирконію та декілька кілограмів гафнію реакторної чистоти. Та вже в 1959 році обсяги виробництва досягли 1350 т і 30 т, відповідно.
Оприлюднено кілька оглядів, присвячених питанням промислового розділення цирконію і гафнію
, в тому числі і радянських дослідників, та питанням історії становлення і розвитку цієї технології.

## Цирконієві руди в Україні
В Україні зосереджені значні запаси цирконієвих руд. У центральній та півн.-західній частині Українського щита та на південно-східній частині Дніпровсько-Донецької западини зосереджені розсипні та корінні родовища цирконію. У центр. частині Українського щита та в півд.-східній частині Дніпровсько-Донецької западини є комплексні циркон-рутил-ільменітові руди, а в півд.-східній частині Українського щита — мономінеральні цирконові розсипи. Циркон-ільменітові розсипи виявлені в півн.-східних областях (Харків-Суми). Державним балансом запасів корисних копалин України враховується 7 розсипних і 1 корінне родовище цирконієвих руд. Розробляється Малишівське титано-цирконієве родовище на Дніпропетровщині (Вільногірський гірничо-металургійний комбінат, який постачає цирконові концентрати та продукти їх первинної переробки). Запланована підготовка Тарасівського розсипного родовища у Київській області до розвідки його комплексних ільменітоцирконорутилових руд та проведення її до 2007 роках; додаткове вивчення корінних родовищ у Приазов'ї — рідкіснометалічному Мазурівському та рідкісноземельному Азовському.